# Troféu Jatobá
Troféu Jatobá ou Prêmio Jatobá, oficialmente denominado Prêmio Latino-Americano de Excelência e Inovação em PR, é uma das mais proeminentes honrarias no campo da comunicação organizacional e das relações públicas no Brasil e na América Latina.
A premiação foi estabelecida em 2017 pelo Grupo Empresarial de Comunicação (GECOM), união das empresas Business News, Jornalistas Editora, Maxpress e Mega Brasil. Desde o início, o prêmio foi estruturado para garantir equidade, criando categorias distintas para agências de grande porte e agências-butique (pequenas e médias).